# Hisua
Hisua är en ort i Indien.   Den ligger i distriktet Nawāda och delstaten Bihar, i den östra delen av landet, 900 km sydost om huvudstaden New Delhi. Hisua ligger 101 meter över havet och antalet invånare är 27 943.
Terrängen runt Hisua är mycket platt, och sluttar norrut. Runt Hisua är det tätbefolkat, med 476 invånare per kvadratkilometer. Närmaste större samhälle är Nawada, 14,0 km öster om Hisua. Trakten runt Hisua består till största delen av jordbruksmark.